# Kirchgandern
Kirchgandern é um município da Alemanha localizado no distrito de Eichsfeld, no estado da Turíngia. Pertence ao Verwaltungsgemeinschaft de Hanstein-Rusteberg.